# Jeżowa Kopa
Jeżowa Kopa lub po prostu Jeżowa (słow. Ježová) – szczyt o wysokości 2043 m w słowackich Tatrach Zachodnich. Jego zachodnie stoki opadają do Doliny Raczkowej, wschodnie do Doliny Bystrej. Jeżowa Kopa znajduje się w bocznej grani Bystrej, która od Bystrej odbiega w południowo-wschodnim kierunku. Na Jeżowej Kopie grań ta rozgałęzia się na dwie odnogi:
- ku południowemu zachodowi opada grzbiet Hola (Hoľa) zakończony wzniesieniem Keczki Przybylińskiej (Kečka, 1489 m). Grzbiet ten ogranicza od wschodniej strony Dolinę Raczkową
- w południowym kierunku biegnie rozpłaszczony grzbiet, który poprzez Pokrzywnik dochodzi do Suchego Hradka (Suchý hrádok, 1204 m). Grzbiet ten ogranicza od zachodniej strony Dolinę Bystrą.

Południowe, opadające do Kotliny Liptowskiej stoki Jeżowej Kopy pomiędzy tymi grzbietami są zalesione. Nazywane są w zachodniej części Jałowiczarkami (Jalovičiarky), a we wschodniej Ciemnym Lasem (Temná hora). Ulegają one dalszemu rozczłonkowaniu na kilka głębokich i krętych żlebów i dolinek. W kierunku od zachodu na wschód są to: Żleb Potok, Żleb Jaworzynka, Skalniste i Dolinka Kozowa.